# Arc Dome Wilderness
Die Arc Dome Wilderness ist ein Naturschutzgebiet vom Typ eines Wilderness Area im Nye County des US-Bundesstaates Nevada. Das Gebiet liegt in der Basin-and-Range-Region und umfasst mit einer Fläche von rund 465 km² das südliche Drittel der Toiyabe Range, einer Bergkette vom Typ eines Horst, die sich grob in Nord-Süd-Richtung erstreckt. Es trägt den Namen des mit 3591 m höchsten Gipfels der Bergkette, dem Arc Dome.

## Beschreibung
Das Schutzgebiet wurde 1989 im Rahmen des Nevada Wilderness Protection Act of 1989 vom Kongress der Vereinigten Staaten eingerichtet. Gleichzeitig wurden 13 weitere Wilderness Areas in Nevada mit einer Gesamtfläche von 2966 km² ausgewiesen. Als Wilderness Area wurde keinerlei touristische oder andere Infrastruktur angelegt, es gibt keine Straßen, es werden jedoch Wanderwege wie der Cow Canyon Trail oder der als National Recreation Trail gekennzeichnete Toiyabe Crest Trail mit einer Länge von 116 km unterhalten.
Der Charakter des Gebiets ist vom Hochgebirge geprägt. Im Nordwesten steigt das Wildnisgebiet eher gleichmäßig und mit geringem Gefälle vom Tal des Rise River an, im Südwesten liegt das Indian Valley. Zum Big Smoke Valley mit der Navada State Route 376 im Osten ist die Landschaft felsig, schroff und zerklüftet. Nach Norden erstreckt sich das Gelände bis zum Gipfel des Ophir Hill. Das Areal gehört zum Nationalforstgebiet Humboldt-Toiyabe National Forest und wird durch den US Forest Service verwaltet.

## Flora und Fauna
In den tieferen Lagen wachsen die Gräser und Pflanzen der Sagebrush-Steppen mit Pinion-Juniper-Strauchgesellschaften, Kiefern und Aspen. Die Hochlagen sind größtenteils frei von Baumbestand.
In den nordöstlichen Bereichen ist die selten gewordene Wüsten-Unterart des Dickhornschafs anzutreffen. Pumas, Luchse, Maultierhirsch, Biber, Beifußhuhn und Chukarhuhn sind häufiger vorhanden. Auch Salbeiwühlmaus, Columbia Spotted Frog, die Große Braune Fledermaus und Great Basin Skink leben in dem Wildnisareal. Zu den Greifvögeln im Gebiet gehören Steinadler, Eckschwanzsperber, Buntfalke und Habicht. Weitere Vertreter der Vogelwelt sind Goldspecht, Kiefernhäher, Beifußammer, Trauer-Waldsänger und Gold-Waldsänger.
In den Fließgewässern des Reese River, des South Twin Creek und des North Twin Creek schwimmen Forellen.
Zu den erlaubten Nutzungen gehören Trekking und Klettern, Natur- und Sternbeobachtungen, Angeln und die Jagd, jedoch keine Nutzung motorisierter Transport- oder Hilfsmittel, auch keiner Mountainbikes.